# Friedrich Hildebrand (Lehrer)
Friedrich Hildebrand (* 22. März 1626 in Nordhausen; † 21. Dezember 1688 in Merseburg) war ein deutscher Lehrer und Autor.

## Leben
Friedrich Hildebrand war ein Sohn des Klosterpriors und Pastors Friedrich Hildebrand sowie Bruder von Joachim Hildebrand. Er studierte in Helmstedt und in Jena. Anschließend begann er eine Laufbahn als Lehrer. 1645 wurde er Konrektor in Ilfeld, 1651 in Nordhausen, 1663 dort Rektor und schließlich 1674 Rektor in Merseburg. Bekannt ist er vor allem für seine für den Schulgebrauch bearbeitete Ausgabe des Romanarum antiquitatum libri decem des  Johannes Rosinus, die erstmals 1653 publiziert wurde und in zahlreichen Ausgaben erschien.

## Schriften (Auswahl)
- Antiquitates potissimum Romanae e Rosino aliisque in compendium contractae, et juxta ordinem alphabeti dispositae, bono juventutis. Jena 1653 (Digitalisat); 7. Auflage Leipzig, Frankfurt 1694 (Digitalisat).
- Ara Votiva, Quam Honori ac Felicitati ... Dn. Christiani, Ducis Saxoniae Iuliae, Cliviae ac Montium ... Patriae Patris Laudatissimi ... Ipso Natali Sexagesimo, Die XXVII. Octobr. Anni, quo vovemus: Domui Saxonicae Vita & gloria! / ... erexit ac dicavit Lyceum Martisburgense. Martinsburg 1674.